# 1808 en France
Chronologie de la France
- 1804
- 1805
- 1806
- 1807
- 1808
- 1809
- 1810
- 1811
- 1812

Cette page concerne l'année 1808 du calendrier grégorien.

## Événements
- 4 janvier : le comte Bigot de Préameneu devient ministre des cultes[1].

- 20 février : Murat devient lieutenant-général de l'Empereur en Espagne[2].

- 1er mars : établissement de la noblesse d'Empire comme distinction honorifique[3]. Elle se recrute pour 22 % dans l’ancienne noblesse, pour 22 % dans le peuple et pour 56 % dans la bourgeoisie.
- 7 mars : nomination de Fontanes comme grand maître de l'Université[4].
- 17 mars :
  - réorganisation du culte juif[3].
  - décret d'organisation de l'Université impériale : toute l'éducation se trouve désormais sous le contrôle de l'État[3]. Création du baccalauréat[5]. Le décret prévoit, dans son article 38, que les écoles doivent désormais suivre les « principes de l’Église catholique »[6] et dans son article 109 que les Frères des écoles chrétiennes s’occupent de l’enseignement primaire et forment les instituteurs[7].
- 24 mars :
  - pose de la première pierre de la Bourse de Paris[8].
  - épuration de la magistrature. Malgré la règle de l’inamovibilité, 68 juges sont destitués et 94 sont priés de remettre leur démission par deux décrets, en application du senatus-consulte du 12 octobre 1807[9].

- 13 avril : Napoléon fait étape à l'hôtel Papin à Mont-de-Marsan sur son trajet entre Bordeaux et Bayonne[10].

- 2 mai : soulèvement de Madrid contre les Français[4].
- 10 mai : l’Université de France obtient le monopole de l’enseignement[11].

- 4 juin : Joseph Bonaparte devient roi d'Espagne ; il entre à Madrid le 20 juin[12].
- 15 juin : Murat devient roi de Naples[12].

- 12 juillet : décret concernant la donation du couvent des Clarisses de Mont-de-Marsan au département des Landes pour permettre l'édification de la l'hôtel de préfecture des Landes[10]

- 20 juillet : décret concernant les Juifs qui n'ont pas de nom de famille et de prénoms fixes ; ils doivent en adopter dans les trois mois[13].
- 22 juillet : capitulation de Baylen[2].

- 8 août : visite par Napoléon Ier de la ville nouvelle de La Roche-sur-Yon[14].

- 27 septembre : entrevue d'Erfurt[12].

- 4 novembre :

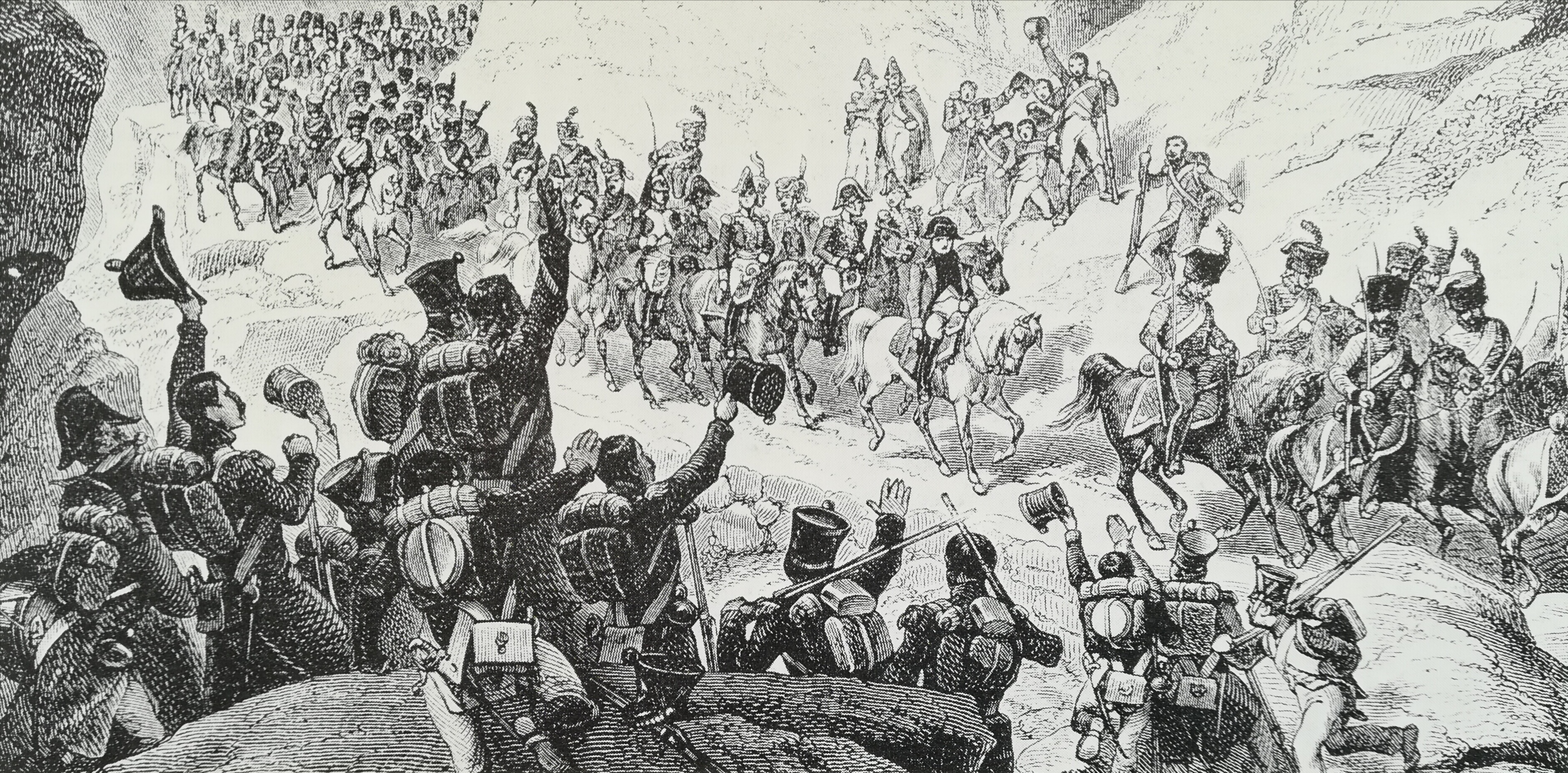
Entrée de Napoléon en Espagne, 4 novembre 1808

  - Napoléon entre en Espagne pour diriger en personne la guerre contre les révoltés espagnols ; il repart le 19 janvier 1809[15].
  - un sénatus-consulte organique ordonne la formation du département de Tarn-et-Garonne, mis en place par le décret du 21 novembre suivant[16].
- 17 novembre : décret promulguant le code d’instruction criminelle[17], qui établit les fonctions du juge d’instruction et introduit le principe du secret de l’instruction, supprime le jury d’accusation et donne aux préfets le pouvoir de choisir les jurés du jury de jugement sur les listes censitaires[18],[19].

- 2 décembre : inauguration à Paris du bassin de la Villette, alimenté par les eaux de la Beuvronne[20].
- 4 décembre : capitulation de Madrid[12].
- 20 décembre : réconciliation publique de Talleyrand et de Fouché lors d'une réception chez le premier ; en cas de disparition de l'empereur, ils envisagent de soutenir Murat pour lui succéder[21].

## Naissances en 1808
- 29 janvier : Auguste de Châtillon, peintre, sculpteur et poète français († 26 mars 1881).

- 26 février : Honoré Daumier, sculpteur, lithographe et peintre français († 10 février 1879).

- 16 avril : Amaury-Duval, peintre français († 25 décembre 1885).
- 20 avril : Louis-Napoléon Bonaparte, président de la République († 9 janvier 1873).

- 22 mai : Gérard de Nerval, écrivain et poète romantique français († 26 janvier 1855).
- 30 mai : Félix Barbelin, prêtre jésuite et missionnaire aux États-Unis, 'apôtre de Philadelphie'  († 8 juin 1869).

- 13 juin : Edme Patrice Maurice de Mac-Mahon, maréchal de France et président de la république française († 17 octobre 1893).

- 25 août : Auguste Borget, peintre français († 25 octobre 1877).

- 9 septembre : Gustave Mathieu, poète et chansonnier français († 14 octobre 1877).

- 2 novembre : Jules Barbey d'Aurevilly, écrivain français († 23 avril 1889).

## Décès en 1808
- 15 avril : Hubert Robert, peintre et graveur français (° 22 mai 1733).

- 5 mai : Pierre Jean Georges Cabanis, médecin idéologue français (° 5 juin 1757).

- 10 juin : Jean Baptiste de Belloy, cardinal français, archevêque de Paris (° 9 octobre 1709).
- 17 juin : Louis-Joseph de Montmorency-Laval, cardinal français, évêque de Metz (° 11 décembre 1724).

- 16 juillet : Dominique Pergaut, peintre français (° 21 juillet 1729).
- 21 juillet : Claude-François Duprès, général de brigade français dans les armées de la Révolution et de l'Empire (° 3 octobre 1755).